# 음악철학
음악철학 또는 음악의 철학(Philosophy of music)은 "음악의 본질과 가치, 그리고 음악에 대한 우리의 경험에 관한 근본적인 질문"에 대한 연구이다. 음악에 대한 철학적 연구는 형이상학과 미학의 철학적 질문과 많은 연관성을 가지고 있다. 19세기에 탄생한 표현으로, 특히 1980년대부터 학문명으로 사용되어 왔다.
음악 철학의 몇 가지 기본적인 질문은 다음과 같다.
- 음악의 정의는 무엇인가? (어떤 것을 음악으로 분류하기 위한 필요충분조건은 무엇인가?)
- 음악과 마음은 어떤 관계가 있는가?
- 음악과 언어는 어떤 관계가 있는가?
- 음악의 역사는 세상에 대해 우리에게 무엇을 알려주는가?
- 음악과 감정은 어떤 연관이 있는가? (19세기에는 순수 악기 음악이 감정을 전달하고 상상의 장면을 묘사할 수 있는지에 대한 논쟁이 시작되었다)
- 음악과 관련해 어떤 의미가 있는가?

철학자, 음악 평론가, 음악학자, 음악 이론가 및 기타 학자들이 음악 철학에 기여해 왔다.

## 같이 보기
- 음악심리학
- 음악미학